# آب‌پیمایی

عروس دریایی در حال جابجایی

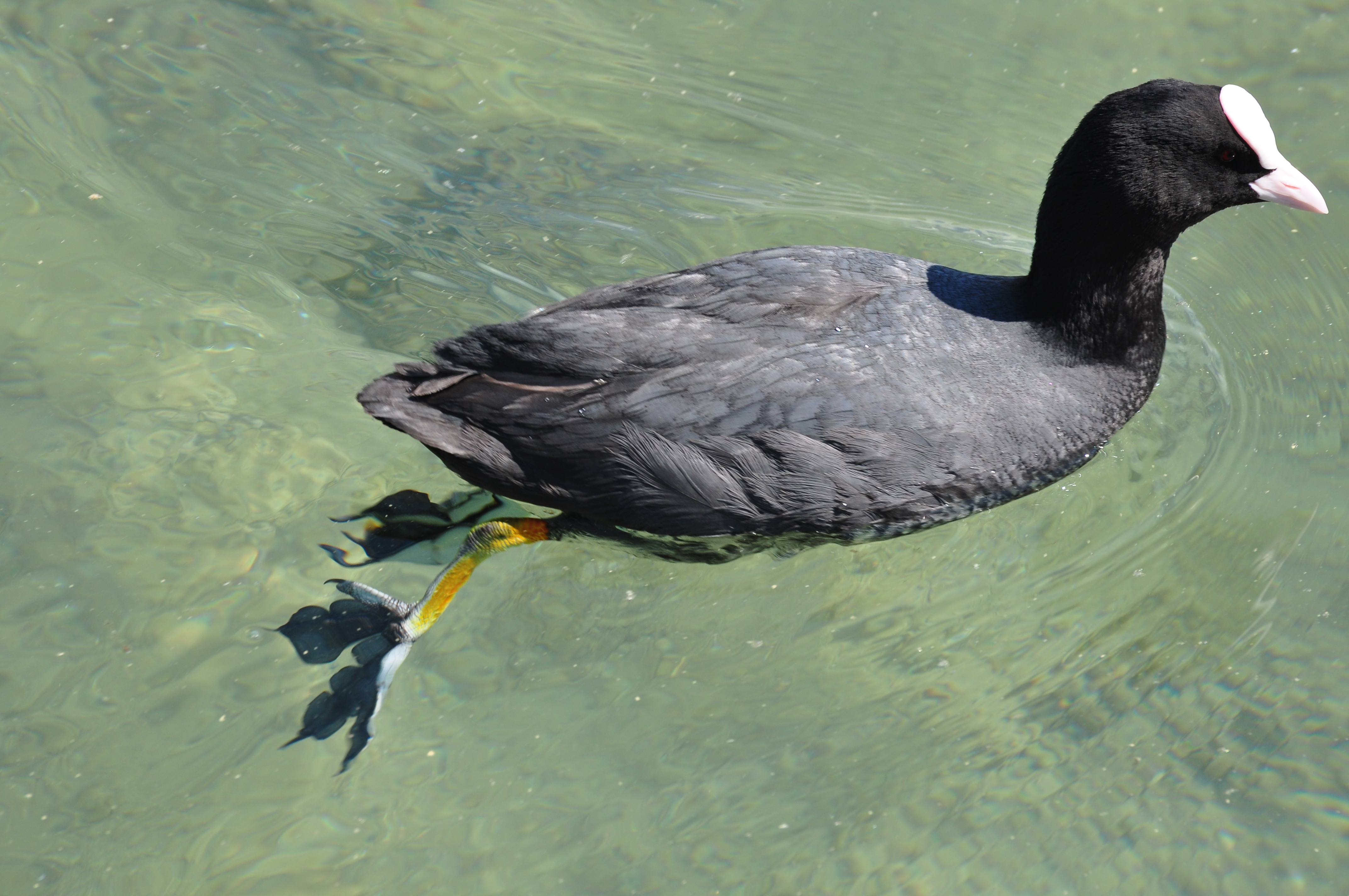
شنای چنگر اوراسیایی

آب‌پیمایی یا شناکردن حرکت پیشرانه زیست‌شناختی از طریق یک محیط مایع است. ساده‌ترین سیستم‌های پیشرانه از مژکها و تاژکها تشکیل شده‌اند. شنا چندین بار در طیف وسیعی از موجودات از جمله بندپایان، ماهیها، نرم‌تنان، خزندگان، پرندگان و پستانداران تکامل یافته‌است.

## سیر تکاملی شنا
شنا چندین بار در دودمان‌های نامرتبط تکامل یافته‌است. فسیل‌های فرضی عروس دریایی در ادیاکران وجود دارند، اما نخستین جانوران شناگر آزاد در کامبرین پیشین تا میانی ظاهر شدند. اینها بیشتر مربوط به بندپایان هستند و شامل آنومالوکاردیدها می‌شود که با استفاده از لوب‌های جانبی به شکلی شبیه به ماهی‌های سپیداج امروزی شنا می‌کردند. سرپایان در اواخر کامبرین به صفوف نکتون پیوستند، و آکوردها احتمالاً از کامبرین پیشین شنا می‌کردند. بسیاری از جانوران زمینی تا حدی ظرفیت شنا را نگه می‌دارند، با این حال برخی از آنها به آب بازگشته‌اند و ظرفیت حرکت آبی را گسترش داده‌اند. با این حال، بیشتر میمون‌ها (از جمله انسان‌ها)، غریزه شنا را از دست دادند.

## میکروارگانیسم‌ها
شناگران میکروبی که گاهی به آنها ریزشناگر نیز گفته می‌شود، جانداران میکروسکوپی هستند که توانایی حرکت در محیط مایع یا آبی را دارند. ریزشناگران طبیعی در همه جای جهان طبیعی به عنوان میکروارگانیسم‌های بیولوژیکی مانند باکتری‌ها، آرکی‌ها، پروتیست‌ها، اسپرمها و ریزجانوران یافت می‌شوند.
آب‌پیمایی در جانداران زیر به کار می‌رود:
- باکتریایی
- مژه‌داران
- تاژک‌داران
- شبه پا

## بی‌مهرگان

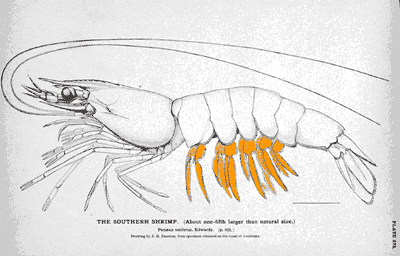
میگو با پاهای مخصوص شنا (پاهای شنا)

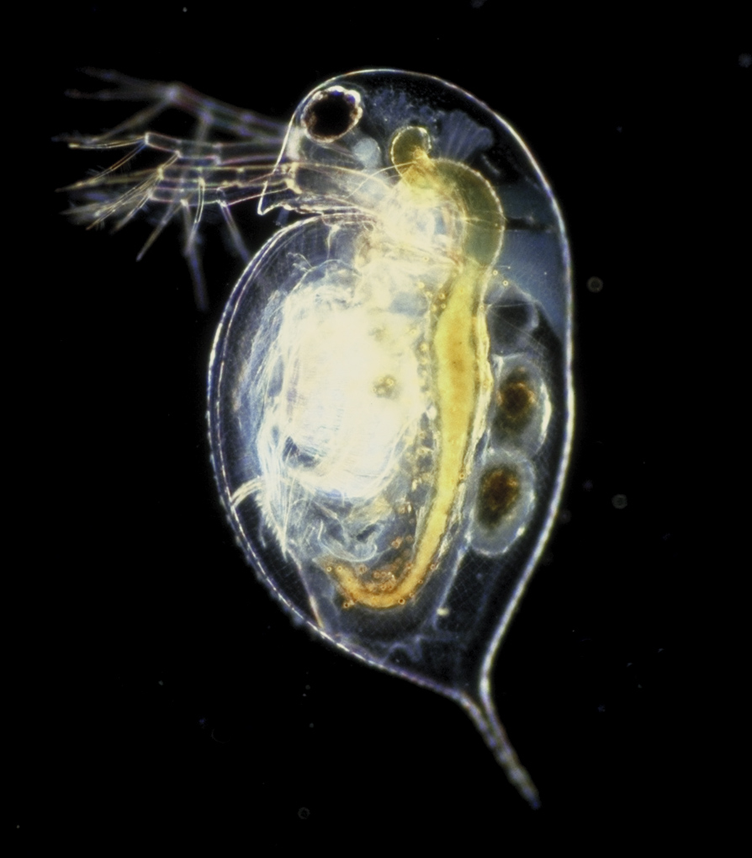
دافنی با زدن شاخک‌هایش شنا می‌کند.

در میان شعاییان، ستاره دریایی و خویشاوندان آن‌ها، شکل اصلی شنا کردن جمع‌کردن بدن آن‌ها است. همه عروس‌دریایی آزاد هستند و شنا می‌کنند، هر چند بسیاری از آن‌ها بیشتر وقت خود را صرف شنا کردن می‌کنند. شنای غیرفعال شبیه به حرکت است؛ جاندار با استفاده از جریان‌های موجود در جایی که می‌تواند موج می‌زند و هیچ انرژی را برای کنترل موقعیت یا حرکت خود اعمال نمی‌کند. در مقابل، شنا کردن فعال، مستلزم صرف انرژی برای سفر به یک مکان مورد نظر است. در دوسوئیان روش‌های زیادی برای شنا وجود دارد. کرم‌های پیکانی بدن باله‌دار را غوطه‌ور می‌سازد، نه بر خلاف ماهی. کرم‌های لوله‌ای با حرکت موجی از بدن باله‌ای خود شنا می‌کنند. برخی از گروه‌های بندپایان می‌توانند شنا کنند - از جمله بسیاری از سخت‌پوستان. اغلب سخت‌پوستان مانند میگو با شنا کردن با پاهای شنای مخصوص شنا می‌کنند (کالبدشناسی ده‌پایان). خرچنگ‌های شناگر نیز با پاهای گام‌زن تغییریافته (pereiopods) شنا می‌کنند.

### پیشرانه جت

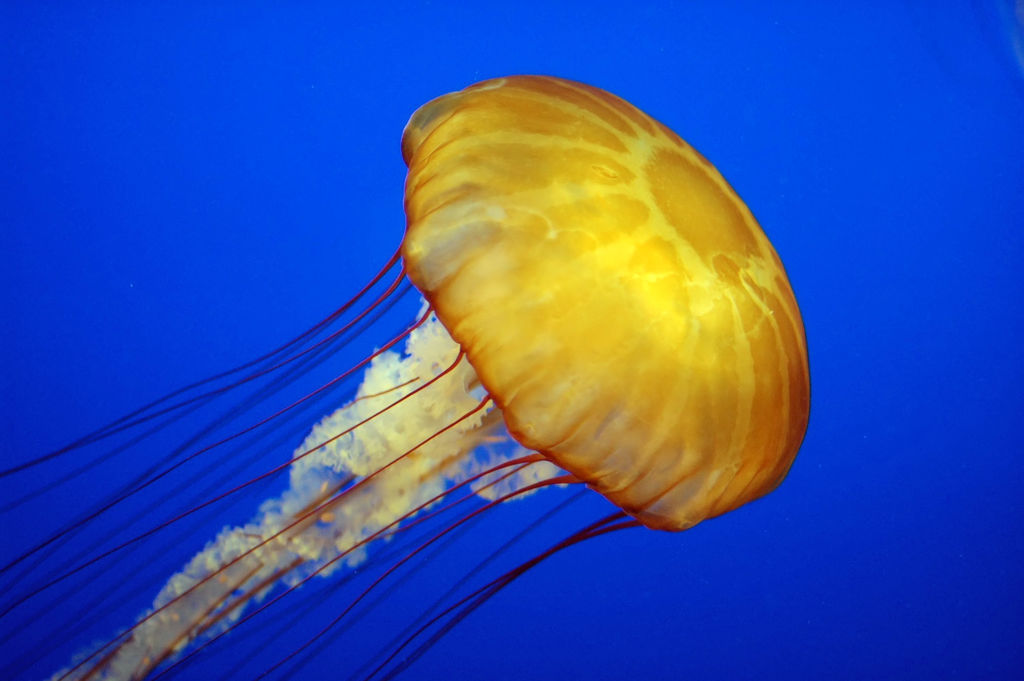
عروس دریایی ضربان خود را برای نوعی حرکت جت می‌زند.

نیروی پیشرانه جت، یک روش آبی است که در آن جانوران حفره ماهیچه را پر می‌کنند و بدن خود را از آب بیرون می‌کنند تا آن‌ها را در جهت مخالف تکان دهند. بیشتر جانداران مجهز به یکی از دو طرح نیروی پیشرانه جت هستند؛ آن‌ها می‌توانند از پشت بدن آب بگیرند و آن را از همان پشت بیرون کنند مانند ستاره دریایی، یا اینکه آب را از جلو بگیرند و آن را از پشت بدن بیرون کنند مانند سالپ.

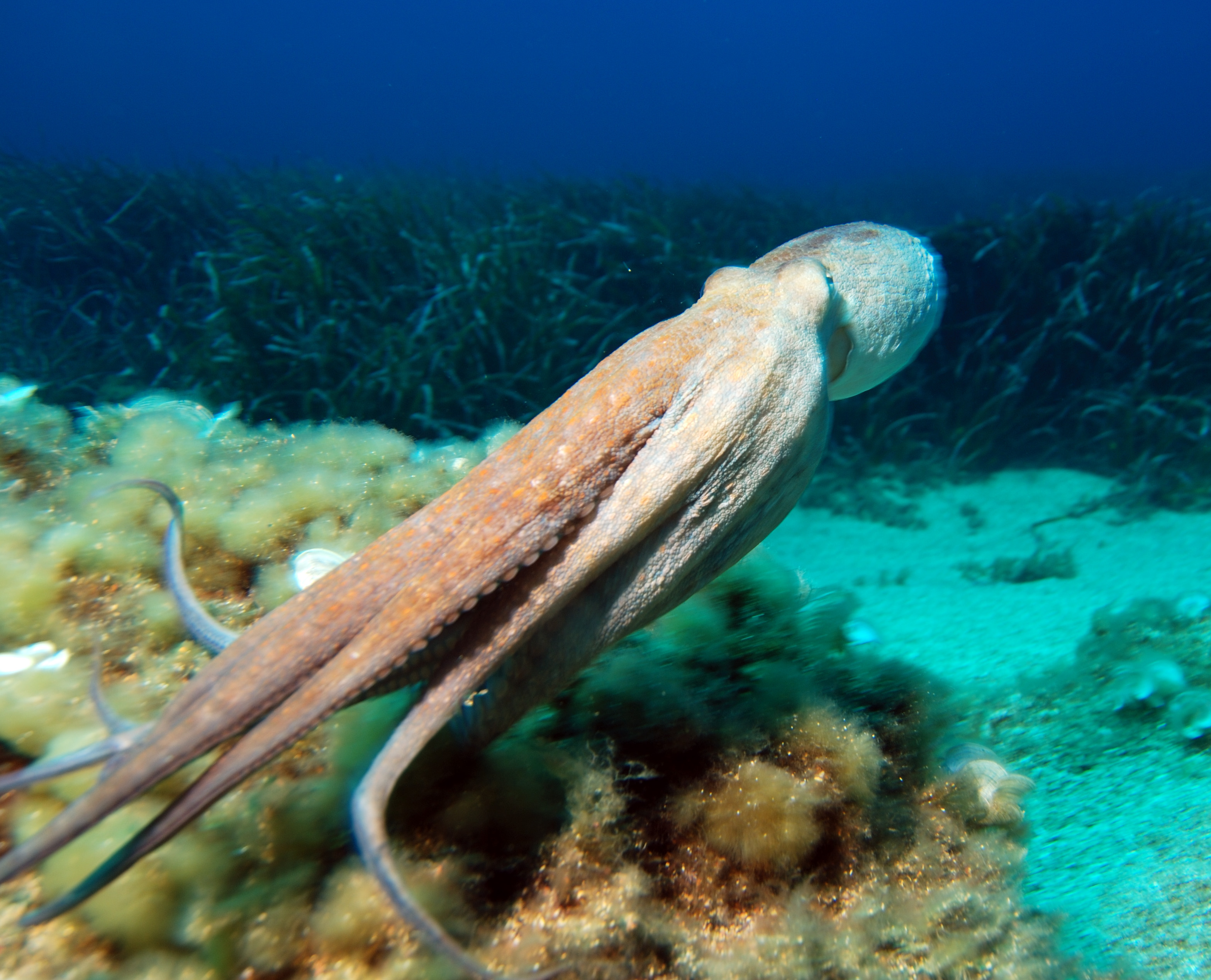
هشت‌پاها با سر و بازوهای پشتی شنا می‌کنند.

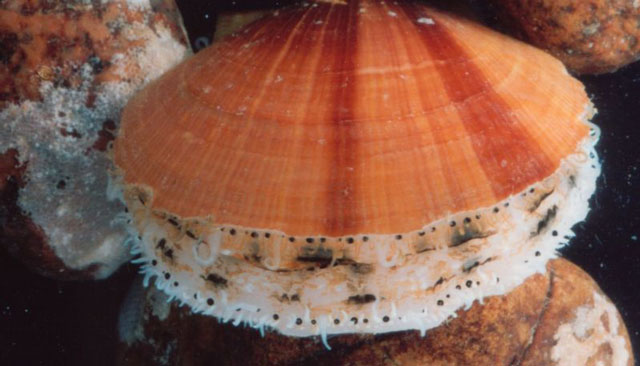
گوش‌ماهیها با کف‌زدن دو پوسته، خود را باز و بسته می‌کنند.

## ماهی

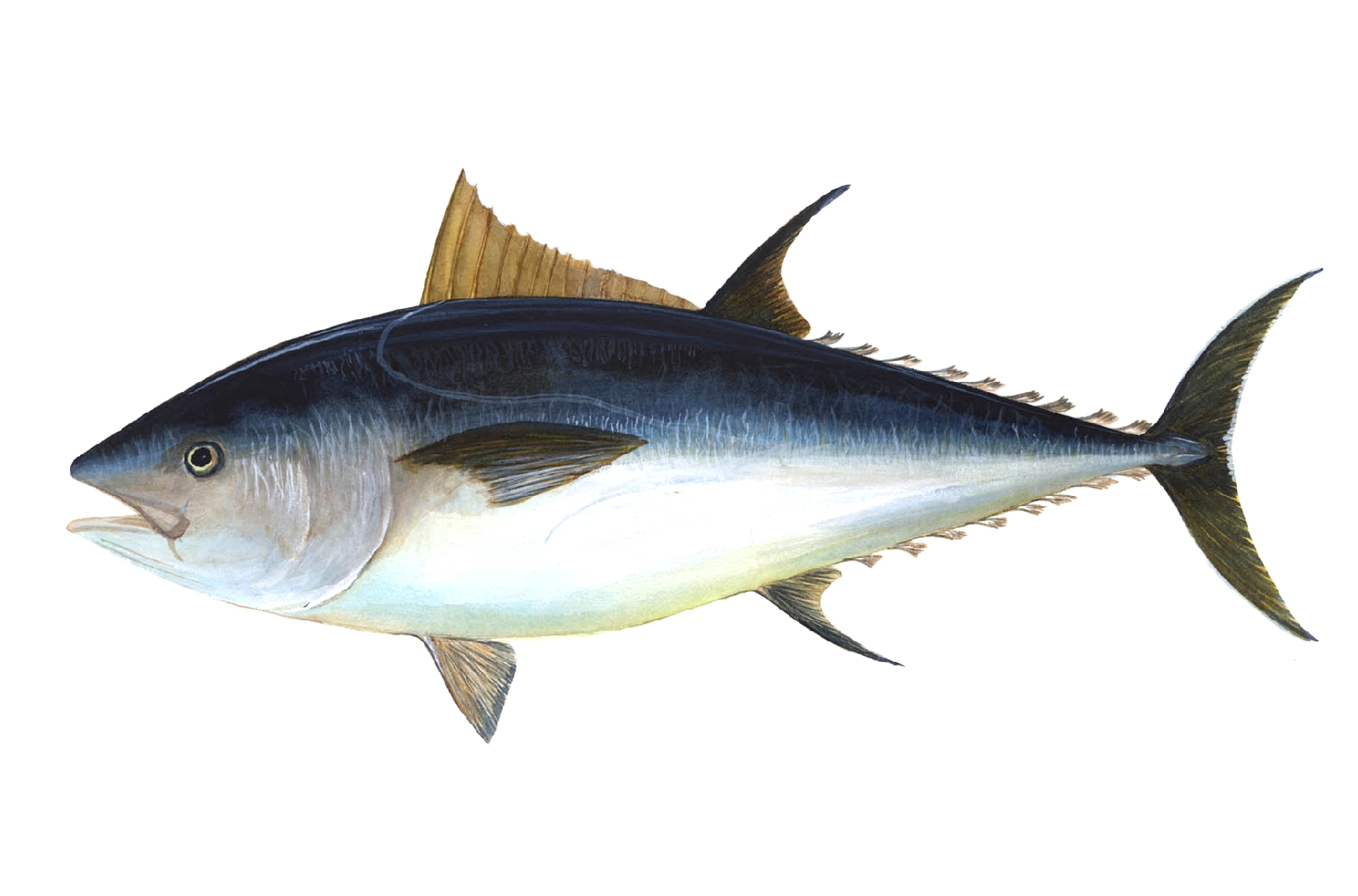
ماهی‌های آب‌های آزاد، مانند ماهی تن باله‌آبی اطلسی، معمولاً برای سرعت مستقیم، با دمی عمیق دوشاخه و بدنی صاف به شکل دوکی که در دو انتها مخروطی است، صاف می‌شوند.

بسیاری از ماهیان با غوطه‌وری بدن و نوسان دادن باله‌ها شنا می‌کنند. غوطه‌وری نیروی روبه‌جلو را ایجاد می‌کند که با نیروی پشتی و پهلویی کامل می‌شود. نیروی معمولی برای شنا تعادل میان نیروی جلویی و پهلویی است.
سازوکار جابجایی در ماهی‌ها از عوامل زیر بهره می‌گیرد:

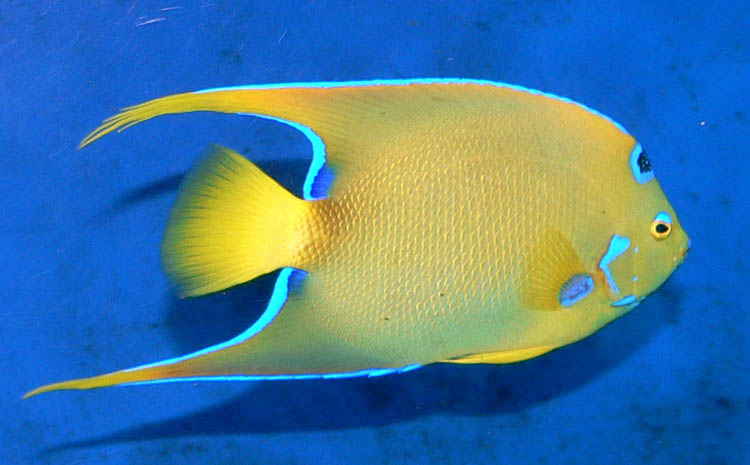
بسیاری از ماهی‌های صخره‌ای، مانند این فرشته‌ماهی ملکه، بدنی صاف مانند پنکیک دارند، با باله‌های سینه‌ای و لگنی که با بدن صاف عمل می‌کنند تا قدرت مانور را به حداکثر برسانند.

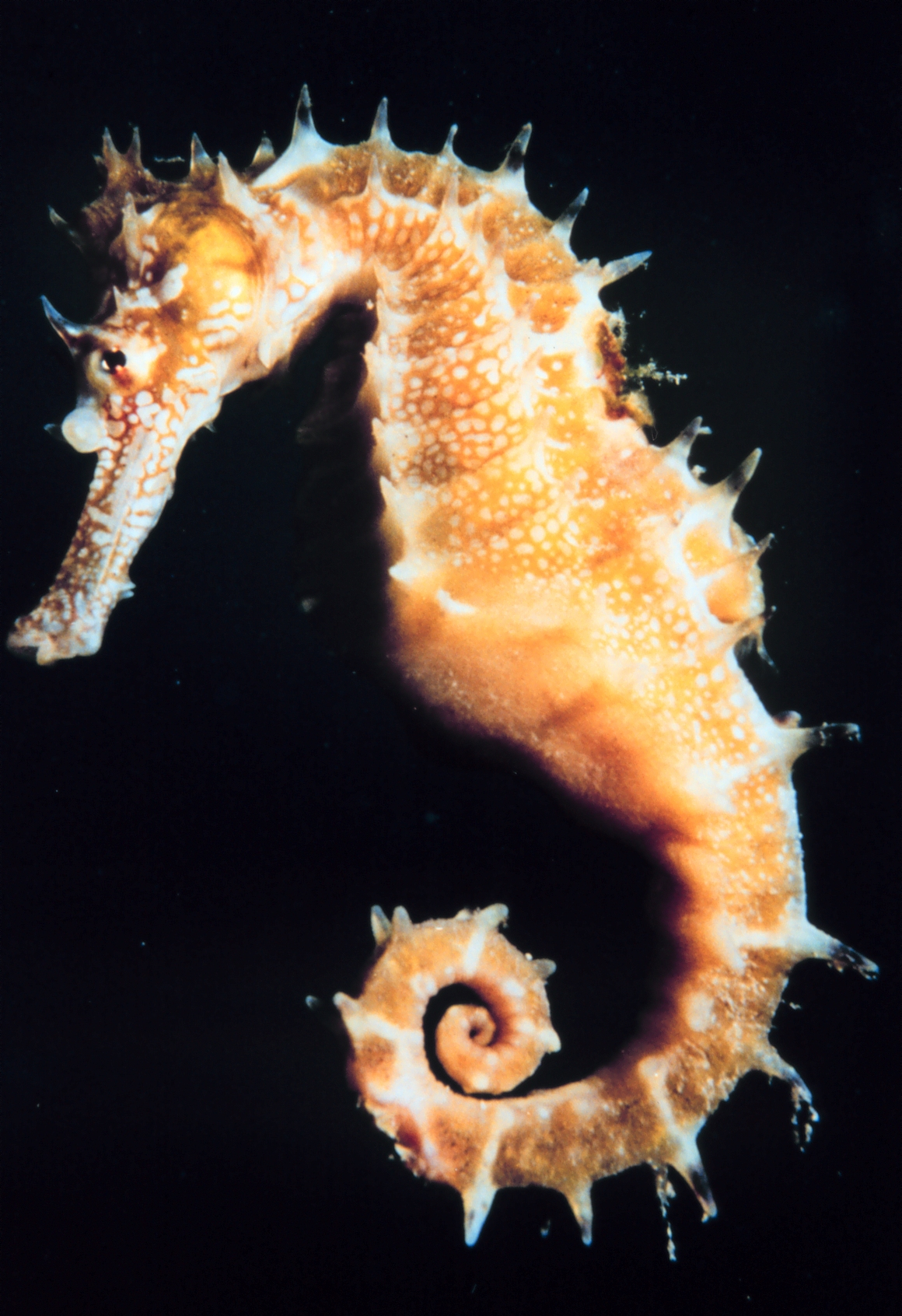
کندترین ماهی‌ها اسب‌های دریایی هستند که اغلب در صخره‌ها یافت می‌شوند.

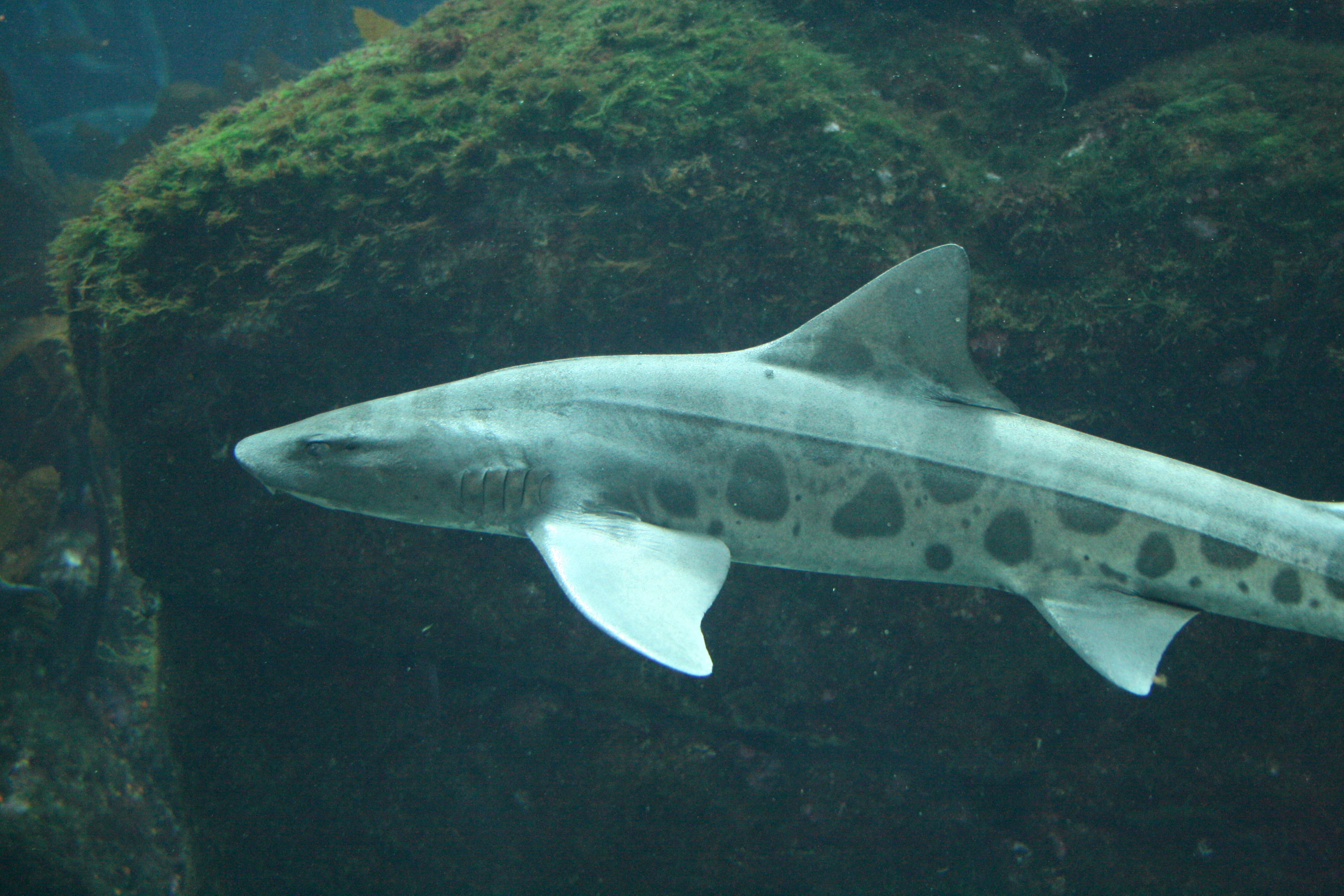
کوسه پلنگی باله‌های سینه‌ای خود را زاویه می‌دهد تا مانند آب‌گریز برای کنترل گام جانور رفتار کنند.

- پیشرانه باله بدنی-دمی (BCF)
- پیشرانه باله جفت‌شده میانی (MPF)
- آب‌گریزی (هیدروفویل)
- شنای کشیدن توانمند

## دوزیستان

شنای وزغ معمولی (Bufo bufo)

بیشتر دوزیستان مرحله لاروی دارند که از حرکت مارماهی‌مانند به ارث گذاشته شده‌است و دم آنها از دو سو پهن شده‌است که از نیای ماهیان خود گرفته‌است.

## خزندگان

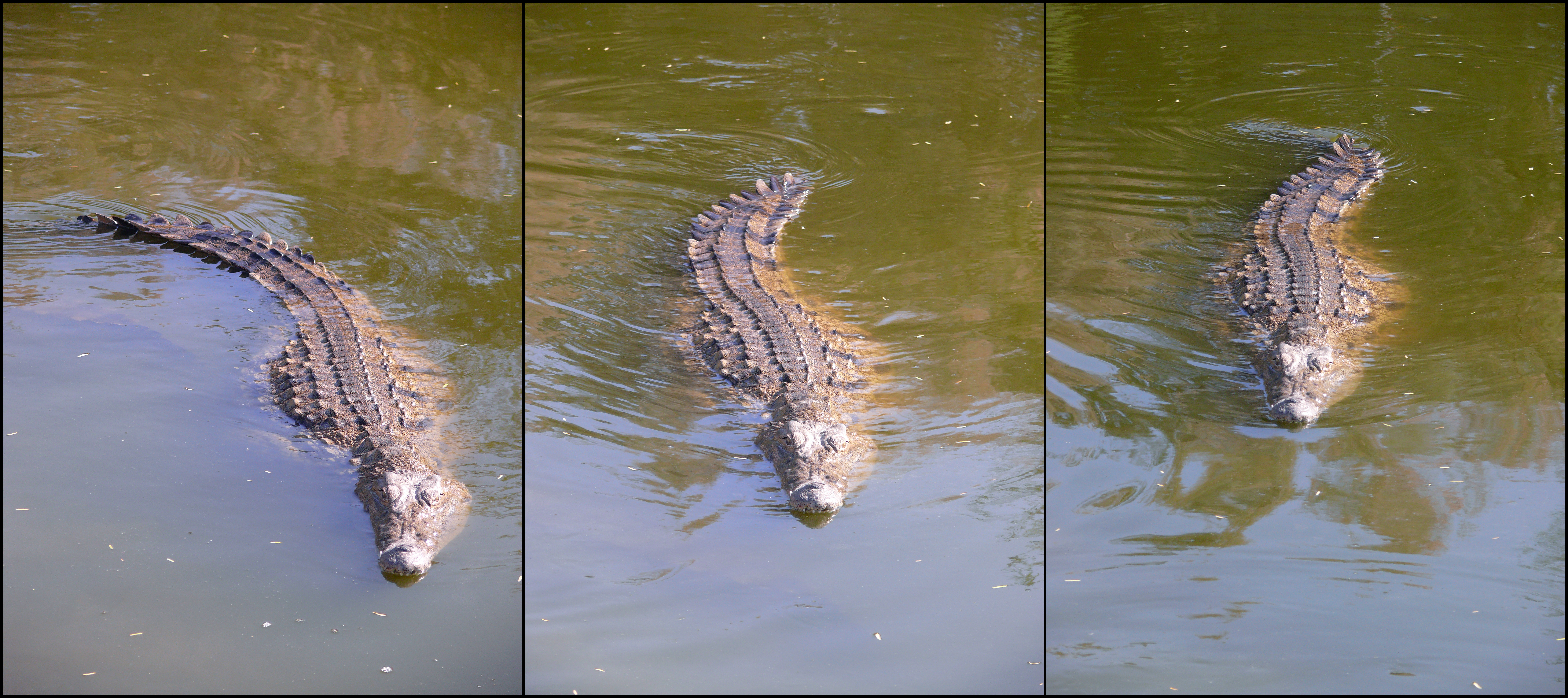
تمساح نیل (Crocodylus niloticus) در حال شنا

از دیدگاه نیروی محرکه آبی، نسل جدید خزندگان از دنباله دوزیستان استفاده می‌کنند (مانند تمساح‌ها) که دم‌های فشرده و افقی خود را در یک حالت اساسی ماهی‌مانند در نیروی محرکه به کار می‌برند (مراجعه به ماهیان). مارهای زمینی، برخلاف شکل هیدرومکانیکی خود، با مقطع عرضی مدور و باریک شدن تدریجی عقبی، در زمانی که مورد نیاز است، به وسیله نیروی محرکه مارماهی‌مانند به آسانی شنا می‌کنند (مراجعه به مارماهیان). لاک‌پشتان دریایی یک راه‌حل زیبا برای حل مشکل شنا کردن از طریق گسترش به شکل بال (نسبت ابعادی بالا) پیدا کرده‌اند که با آن تقلید از حالت بال‌زدن پرندگان را با دقت بیشتری تقلید می‌کنند.

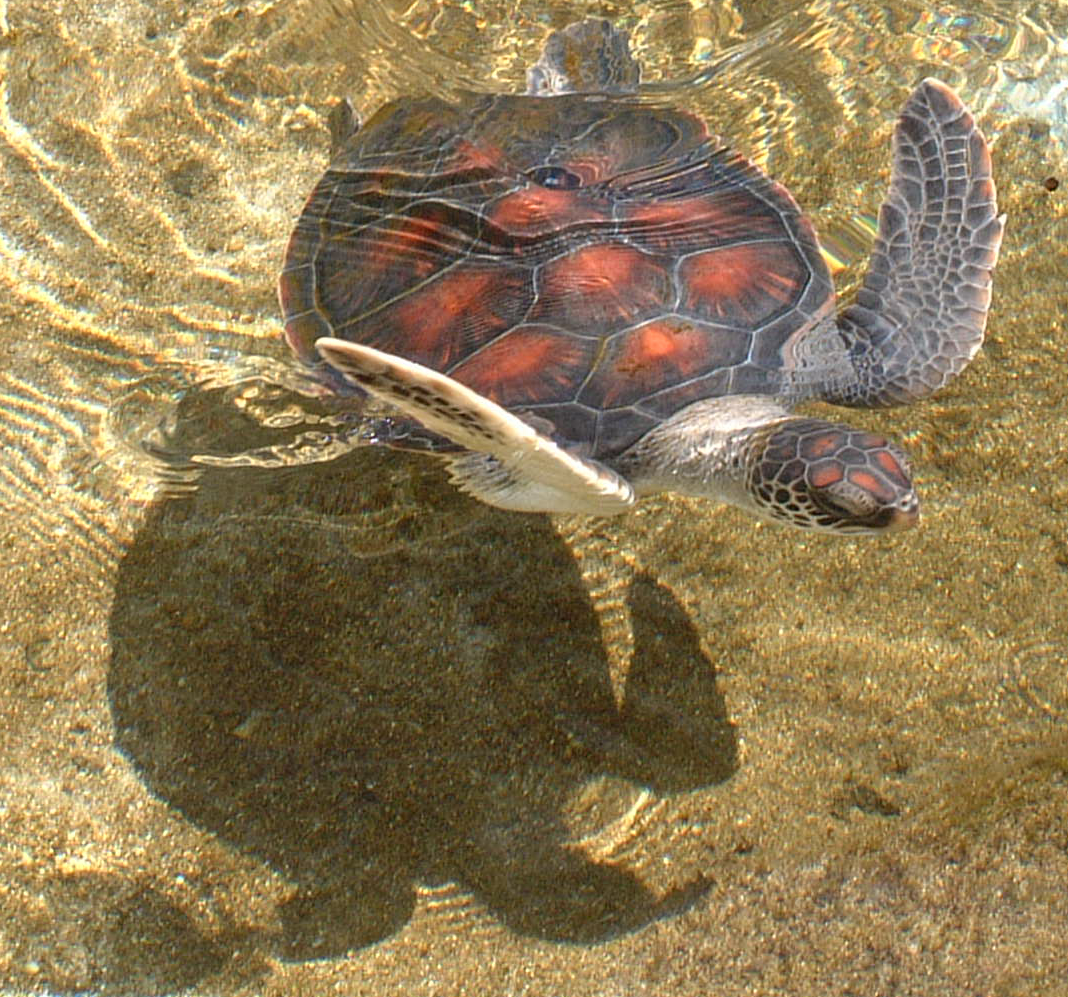
لاک‌پشت دریایی سبز نابالغ هاوایی در آب‌های کم عمق

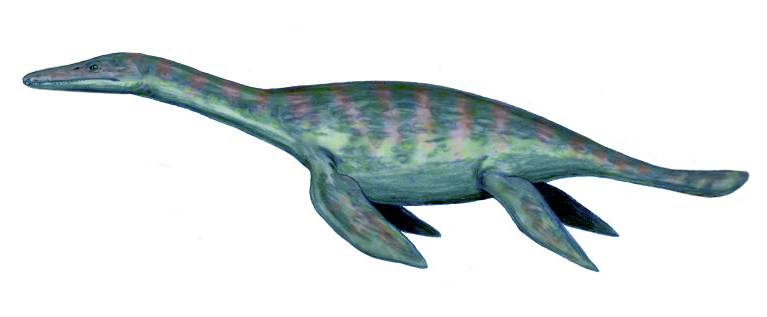
ماکروپلاتا

## حرکت باله و پارو

کالبدشناسی اسکلتی مقایسه‌ای یک شیر دریایی نمادین اوتاریید و یک شیر دریایی نمادین فُکی

در میان پستانداران، فوک گوش‌دار (فوک خزدار) عمدتاً با باله‌های جلویی خود شنا می‌کنند و از باله‌های عقب برای فرمان استفاده می‌کنند، و فوک‌های بی‌گوش (فوک‌های راستین) باله‌های عقب را به سوی پهلو حرکت می‌دهند و جانور را در میان آب هل می‌دهند.

## واکنش‌های فرار

نمایش متحرک از خرچنگ دریایی

برخی از بندپایان، مانند خرچنگ دریایی و میگو، می‌توانند با تکان دادن دم خود به سرعت خود را به عقب برانند، که به عنوان می‌گویی یا واکنش فرار دم‌زنی شناخته می‌شود.

## بهره‌وری
راندمان پیشرانه فرود به عنوان نسبت توان خروجی به توان ورودی تعریف می‌شود:
nf = 2U1 / (U1 + U2)
که در آن U1 = سرعت جریان آزاد و U2 = سرعت جت. راندمان خوب برای پیشرانه carangiform بین ۵۰ تا ۸۰ درصد است.
عوامل زیر در این بهره‌وری تأثیر دارند:
- کم‌کردن کشش
- شناوری
- درجه حرارت
- غرق‌شدن

## تکامل ثانویه

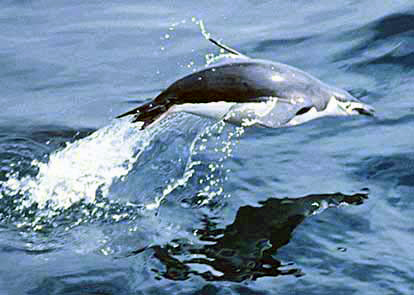
پنگوئن ریش‌خطی که از روی آب می‌پرد

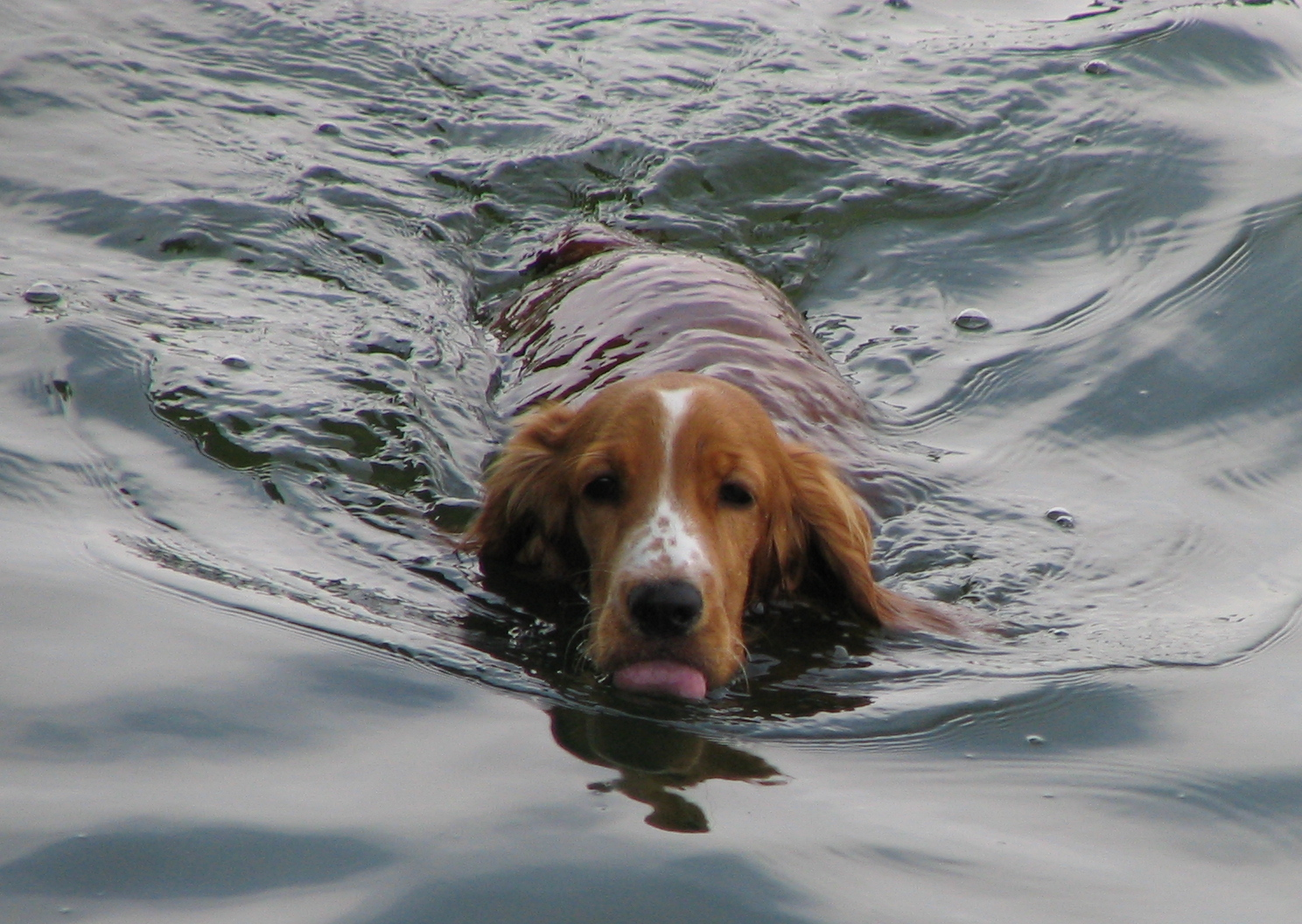
شنای سگ

در حالی که چهاراندامان بسیاری از سازگاری‌های طبیعی خود برای شنا را از دست دادند، بسیاری از آنها دوباره توانایی شنا کردن را تکامل دادند یا در واقع به سبک زندگی کاملاً آبی بازگشته‌اند.

## شنای انسان
شنا کردن در میان انسان‌ها از زمان پیشاتاریخ نیز شناخته شده‌است؛ نخستین ثبت شنا از حدود ۷۰۰۰ سال پیش به نقاشی‌های عصر حجر بازمی‌گردد. شنای رقابتی در سال ۱۸۰۰ در اروپا آغاز شد و بخشی از نخستین المپیک تابستانی ۱۸۹۶ در آتن بود، هر چند به شکلی قابل‌مقایسه با وقایع امروزی نبود. تا سال ۱۹۰۸، مقررات توسط فدراسیون بین‌المللی شنا برای شنای رقابتی اجرا شد.